# Gran Muftí de Jerusalem
El Gran Muftí de Jerusalem és el clergue musulmà sunnita a càrrec dels llocs sagrats islàmics de Jerusalem, inclosa la mesquita d'Al-Aqsa. El càrrec va ser creat pel govern militar britànic de Ronald Storrs en 1918. Des de 2006 el gran muftí és Muhammad Hussein.

## Història

### Mandat Britànic i ocupació jordana
Durant el Mandat Britànic de Palestina, el Gran Muftí de Jerusalem va ser creat per les seves autoritats per «millorar l'estatus del càrrec».
Quan Kamil al-Husayni va morir el 1921, l'Alt Comissionat britànic Herbert Samuel va nomenar a Amin al-Husayni en el càrrec. Membre del clan al-Husayni de Jerusalem, ell era un líder nacionalista. Com Gran Muftí i líder en el Comitè Superior Àrab, especialment durant la Segona Guerra Mundial va tenir un paper clau en l'oposició al sionisme i es va aliar amb el règim nazi. El 1948, després que Jordània va ocupar Jerusalem, Abdullah I de Jordània va remoure oficialment a al-Husayni del càrrec, li va prohibir entrar a Jerusalem, i va nomenar a Hussam al-din Jarallah com a Gran Muftí. Després de la mort de Jarallah el 1952, el Waqf jordà va nomenar a Saad al-Alami com el seu reemplaçament.

### Autoritat Palestina
El 1993, després de la mort d'al-Alami, i amb la transferència d'un major control dels llocs sagrats musulmans de Jerusalem per part d'Israel als palestins, el president de l'Organització per a l'Alliberament de Palestina, Iàsser Arafat, va nomenar a Sulaiman Ja'abari com a Gran Muftí. Quan va morir el 1994, Arafat va designar a Ekrima Sa'id Sabri. Sabri va ser rellevat el 2006 per Muhammad Ahmad Hussein designat pel president de la Autoritat Nacional Palestina Mahmud Abbàs.

## Llistat
- Kamil al-Husayni (1920-1921)
- Mohammad Amin al-Husayni (1921-1948, exiliat el 1937 però no va renunciar al càrrec)[2][3]
- Hussam ad-Din Jarallah (1948-1954)
- Saad al-Alami (1954-1993)
- Ekrima Sa'id Sabri (1994-2006)
- Muhammad Ahmad Hussein (2006-actualitat)